# Centro de Producción Rai de Saxa Rubra
El centro radiotelevisivo Biagio Agnes, también conocido como Centro de producción Rai de Saxa Rubra (Roma) (en italiano: Centro radiotelevisivo Biagio Agnes o Centro di produzione Rai di Saxa Rubra), es el más importante entre los centros de producción de la Rai.
El centro se encuentra en la zona septentrional de Roma, en el barrio de Saxa Rubra (del cual coge el nombre), en el Boulevard Villy de Luca. Forma parte del centro de producción televisiva (CPTV) de Roma y hospeda 8 estudios televisivos y 10 estudios radiofónicos.
Construido entre el año 1987 y 1992 sobre un proyecto del estudio del arquitecto Roberto Panella, se inaugura el 5 de junio de 1990 en ocasión de la Copa Mundial de Fútbol Italia 1990 con la denominación de International Broadcasting Center: el nombre expresa su objetivo inicial de hospedar la prensa acreditada en ocasión del acontecimiento. Al término de los mundiales el complejo se convierte en la "ciudadela de la información" de la Rai, que  transfiere la sede de todas sus Jefaturas Periodísticas Radiotelevisivas.
En 1993, se dijo que el complejo estaba en el centro de un golpe de Estado por varios terroristas liderados por el piloto del ATI, Giovanni Marra, cuyo plan nunca se implementó.
El 3 de enero de 2018, tras la muerte del periodista e histórico director del TG1 Albino Longhi, el gerente general de la Rai Mario Orfeo y el presidente Monica Maggioni decidieron llamar a la casa A, el asiento histórico de TG1, a Longhi por el hecho de que él era repetidamente director de la Jefatura.

## Estructura
Ocupa una superficie de 190.000 m² y es operativo todos los días 24 horas al día. Adicionalmente a la producción radiofónica y televisiva, del centro se gestiona la puesta en el aire de los canales generalistas y temáticos. Son presentes 8 estudios digitales, 70 salas de montaje y 10 centros de gráfica. En el centro se encuentran también una gran plaza para los medios móviles, dos bares, un comedor de 400 puestos y dos emplazamientos de Carabinieri y Policía de Estado. En el mes de diciembre de 2011 el centro radiotelevisivo se titula a Biagio Agnes; la entrada principal del Boulevard Villy de Luca hospeda de hecho un monumento dedicado al exgerente General. A la entrada de Vía Carlos Emery está puesto el célebre Caballo alado (1987) en madera revestido de oro del escultor Mario Ceroli. Ha sido distribuido un prefijo telefónico dedicado para el solo centro de Saxa Rubra, el 0769-.

## Repartimiento
En Saxa Rubra tienen sede y están producidos los programas de las siguientes Jefaturas y canales:
- Casa Albino Longhi (ex Casa A): TG1
- Casa B: Estudios televisivos
- Casa C: TG3
- Casa D: TG2
- Casa Y: Dirección periodística -  servicios para el extranjero
- Casa F: Rai News 24, Teletexto (Núcleo subtítulo y servicios), redacción central nacional de la TGR y redacción y estudio del TGR Lacio
- Casa G1: Rai Deporte, servicios técnicos y dirección CPTV
- Casa G2: Rai Radio 1, Radio Giornale Rai, Rai Parlamento, Rai Gr Parlamento, Rai Isoradio, CCISS
- Casa H: Rai Cultura
- Casa I: servicios técnicos

## Estudios y programas
De la temporada televisiva 2017/2018 los programas realizados en el centro son:
- Estudio David Sassoli[4] (ex estudio TG1): TG1
- Estudio TG2: TG2
- Estudio TG3: TG3
- Estudio Rai News24: Rai News24
- Estudio TGR Lazio: TGR Lacio, Cristianità
- Estudio 3: El caffè de Raiuno, Unomattina, Unomattina verano, Buenos días bienestar (2017/2019), Historias italianas, Aquellas bravas chicas, Todo Claro, Bueno Saber, Yo y tú, La vida en directo Verano
- Estudio 4: A su imagen, Obra abierta
- Estudio 5: XXIII edición de los Juegos olímpicos de invierno (estudio Italia), Dribbling, Sorteo UEFA EURO 2020 fase final (estudio Italia), 90º minuto Serie B, TG Deportes Noche, TG Deporte del domingo, 90’ minuto (2017/2019), El otro Domingo Deportivo (2018/2019), Así somos, Zona 11 pm, Fútbol & mercado, Mes azzurro, Zona B, 90’ minuto del sábado, Especial Telediario Deporte - Especial campeonato, Telediario Deporte Noche
- Estudio 6: Stracult live show, Agorà, Agorà Verano, El sábado de Toda salud, Raitre Me Pide, Italia con Vosotros, Toda salud, Cuantas historias, Kilimangiaro, Cartabianca, Cada cosa está iluminada
- Estudio 8: El otro Domingo Deportivo, Telediario Deporte, Estudio esquí, Billar: Campeonato Mundial Profesionales 2019 estudio Italia.

Los estudios de TG1, TG2, TG3, Rai News24, el 5 y el 8 han sido convertidos para transmitir programas en HDTV.